# Pylaisia subimbricata
Pylaisia subimbricata är en bladmossart som beskrevs av Brotherus och Jean Édouard Gabriel Narcisse Paris 1909. Pylaisia subimbricata ingår i släktet aspmossor, och familjen Hypnaceae. Inga underarter finns listade i Catalogue of Life.